# Mario Natalucci
Mario Natalucci, detto Babiló (Castelferretti, 3 giugno 1903 – Ancona, 27 dicembre 1980), è stato un presbitero e storico italiano.
Laureato in lettere all'Università degli Studi di Roma "La Sapienza" nel 1932, tornò in Ancona per svolgere la professione di insegnante, fino a diventare preside del liceo classico Carlo Rinaldini e poi del liceo scientifico Luigi di Savoia. 
Prese l'ordine sacerdotale e fu nominato priore del Duomo di Ancona. 
Dal 1937 entrò nella Deputazione di Storia Patria per le Marche, di cui in seguito fu anche presidente. 
Effettuò studi molto approfonditi sull'intera storia della regione marchigiana e del suo capoluogo, dagli inizi fino agli anni settanta del XX secolo.

## Opere
- L'opera degli artisti dalmati in Ancona, in Rendiconti, Istituto Marchigiano di Scienze, Lettere e Arti, XVII (anni 1941-1949), 1950, pp.63-68
- Ancona attraverso i secoli, (3 volumi), Città di Castello, Unione arti grafiche, 1960.
- La Cittadella di Ancona, Tipografia 21, Ancona, 1964, tratto dal Bollettino dell'Istituto Storico e di Cultura dell'Arma del Genio, Roma, XXX , luglio / settembre 1964 , n . 87 , fasc. 3 (pp . 373-391);
- Dante e le Marche (... quel paese che siede tra Romagna e quel di Carlo), Pàtron, Bologna, 1967;
- Marche. Padova, Radar, 1971.
- La missione riformatrice di San Pier Damiani nella Pentapoli e la lettera a Papa Nicolò II in favore di Ancona (1059), in: Atti e Memorie, Deputazione di storia patria per le Marche, Ancona, p. 71, S. VIII, v. VII, 1971-73
- Le vicende del Lazzaretto vanvitelliano, in: Atti e Memorie, p. 163 S. VIII, v. VIII, Deputazione di storia patria per le Marche, Ancona, 1974
- Note sulle opere eseguite dal Vanvitelli nella Cattedrale di San Ciriaco in Ancona, in: Atti e Memorie, Deputazione di storia patria per le Marche, Ancona, p. 295
- La vita millenaria di Ancona, (2 volumi), Città di Castello, Unione arti grafiche, 1975.
- I castelli e i centri moderni del territorio di Ancona (a cura di), Città di Castello, Unione arti grafiche, 1977.
- Insediamenti Dalmati e Albanesi nel territorio d'Ancona (sec . XV - XVI). Origini delle relazioni tra le due sponde adriatiche, in: Le Marche e l'Adriatico orientale: economia, società, cultura dal XIII secolo al primo ottocento, vol. 82 di Atti e Memorie, Atti del Convegno di Senigallia, 10-11, gennaio, Deputazione di storia patria per le Marche, Ancona, ISSN 1128-2509 (WC · ACNP) a 1977 (pp. 93-111)
- Ancon dorica Civitas Fidei - uomini e monumenti della Chiesa nella storia della città di Ancona, Cassa di Risparmio di Ancona, Città di Castello, 1980.
- Il contributo di Ancona e delle altre città marchigiane al Risorgimento nazionale, Città di Castello, Unioni arti grafiche.